# 高齢者住宅
高齢者住宅（こうれいしゃじゅうたく）は、高齢者が老後を過ごすための住宅。

## 概要
高齢者が老後を過ごす場所には様々あるが、「住宅」の定義は曖昧かつ多様であり、どれが「高齢者住宅」に該当するかどうかの判断は難しい。
しかしながら、一般に、「住宅」とは各居室が完全に仕切られた空間で、世帯がそこで生活を営める状態であることを言う。また、そこに住む人の固有の場所であり、所有者などの都合によって場所の変更などが行われないことも重要な要件である。
その点では、ゴルフ場のロッカーなどと同様の「利用権」方式をとっている、有料老人ホームや老人介護施設は「住宅」とは言い難い面もある。「住宅型有料老人ホーム」において、「住宅型」と あえて”型”と付けて呼称しているのは、厳密には「住宅」ではないといった意味を含んでいるものと考えられる。
また、キッチン・洗面・浴室・トイレなどの水回りが居室内にない（共用である）、部屋に鍵がかからずプライバシーに欠ける、といったケースが多く、この点においても、有料老人ホームや老人介護施設は「住宅」とは言えない面がある。
このような「利用権方式」かつ「十分な住宅性能に欠ける」ものを除けば、「高齢者住宅」と言えるのは、「シニア向け分譲マンション」と、「サービス付き高齢者向け住宅」の2種類しかない。なお、前者は所有権方式であり、後者は賃借権方式である（ちなみに、サービス付き高齢者住宅の中にも、キッチンや浴室などがないものがある）。